# John H. Humphrey
John H. Humphrey (* 1948) ist ein amerikanischer Klassischer Archäologe.
John Humphrey studierte zunächst an der University of Cambridge, wo er den Bachelor- und den Magistergrad erwarb. Anschließend studierte er am Bryn Mawr College, wo er 1975 mit einer Arbeit zum römischen Circus promoviert wurde. Von 1974 bis 1994 lehrte er Klassische Archäologie an der University of Michigan in Ann Arbor. Viele Jahre lang leitete er für die Universität Ausgrabungen im antiken Karthago. 1990 bis 1995 leitete er Grabungen in Leptis Minor.
1988 begründete er das Journal of Roman Archaeology, das er zur führenden Fachzeitschrift auf diesem Gebiet ausbaute, und gibt es bis heute heraus. 2010 erhielt er für seine Leistungen auf dem Gebiet der römischen Archäologie, insbesondere die Gründung der Zeitschrift, die Goldmedaille des Archäologischen Instituts von Amerika.

## Veröffentlichungen (Auswahl)
- Roman circuses. Arenas for chariot racing. University of California Press, Berkeley/Batsford, London 1986, ISBN 0-520-04921-7/ISBN 0-7134-2116-9.